# Giltner
Giltner és una població dels Estats Units a l'estat de Nebraska. Segons el cens del 2000 tenia 389 habitants.

## Demografia
Segons el cens del 2000, Giltner tenia 389 habitants, 139 habitatges, i 104 famílies. La densitat de població era de 500,6 habitants per km².
Dels 139 habitatges en un 36% hi vivien nens de menys de 18 anys, en un 61,9% hi vivien parelles casades, en un 7,9% dones solteres, i en un 24,5% no eren unitats familiars. En el 22,3% dels habitatges hi vivien persones soles el 9,4% de les quals corresponia a persones de 65 anys o més que vivien soles. El nombre mitjà de persones vivint en cada habitatge era de 2,8 i el nombre mitjà de persones que vivien en cada família era de 3,29.
Per edats la població es repartia de la següent manera: un 30,8% tenia menys de 18 anys, un 7,5% entre 18 i 24, un 28,8% entre 25 i 44, un 21,9% de 45 a 60 i un 11,1% 65 anys o més.
L'edat mediana era de 34 anys. Per cada 100 dones de 18 o més anys hi havia 102,3 homes.
La renda mediana per habitatge era de 40.417 $ i la renda mediana per família de 45.179 $. Els homes tenien una renda mediana de 27.583 $ mentre que les dones 22.143 $. La renda per capita de la població era de 13.937 $. Aproximadament l'11% de les famílies i el 10,6% de la població estaven per davall del llindar de pobresa.

## Poblacions més properes
El següent diagrama mostra les poblacions més properes.